# Atherigona lamda
Atherigona lamda este o specie de muște din genul Atherigona, familia Muscidae, descrisă de Adrian C. Pont în anul 1981.
Este endemică în Sri Lanka. Conform Catalogue of Life specia Atherigona lamda nu are subspecii cunoscute.